# Медиев, Касымбек Медиулы
Касымбек Медиулы Медиев — советский хозяйственный, государственный и политический деятель.

## Биография
Родился 24 марта 1938 года, в семье служащих в селе Аксу-Аюлы Шетского района Карагандинской области. Происходит из подрода Коянчи-Тагай рода Каракесек племени Аргын. Член КПСС с 1965 года.
Окончил школы в селе Аксу-Аюлы (1956, работал пионервожатым), Карагандинский педагогический институт (1963, заочно, по специальности учитель казахского языка и литературы), ВПШ при ЦК КПСС (1970), Алматинский институт народного хозяйства (1977, по специальности планирование сельского хозяйства).
С 1960 по 2009 год — на общественной и политической работе:
- 1960—1965 — второй, первый секретарь Шетского, Жанааркинского, Актогайского райкомов комсомола, Карагандинского обкома комсомола,
- 1965—1970 — первый секретарь Егиндыбулакского райкома КПК,
- 1970—1973 — инструктор отдела организационно-партийной работы Карагандинского обкома КПК,
- 1973—1974 — председатель Акадырского райисполкома,
- 1974—1978 — первый секретарь Джездинского райкома КПК,
- второй секретарь Джезказганского обкома КПК,
- первый заместитель председателя, председатель Джезказганского облисполкома,
- 1992—1997 — аким Шетского района,
- 1999—2007 секретарь маслихата Карагандинской области,
- 2005—2010 председатель Центрального совета Республиканского общественного объединения «Ассоциация депутатов маслихатов Казахстана».

Избирался депутатом Верховного Совета Казахской ССР XI и XII созывов, народным депутатом Казахской ССР.
Скончался 5 октября 2019 года. Прощание состоялось в Карагандинской областной мечети «Әнет баба».

## Награды
- Орден Трудового Красного Знамени (1976)
- Орден «Знак Почёта» (1982)
- Заслуженный деятель Казахстана
- 2004 — Орден Курмет[3]
- 2016 — Орден Парасат[4]
- 2018 — золотой знак президента «Алтын Барыс»[5]
- в 1996 году присвоено звание Заслуженный деятель Республики Казахстан.
- Почётный гражданин Карагандинской области.
- Почётный гражданин Шетского и Агадырского района.